# Göflan

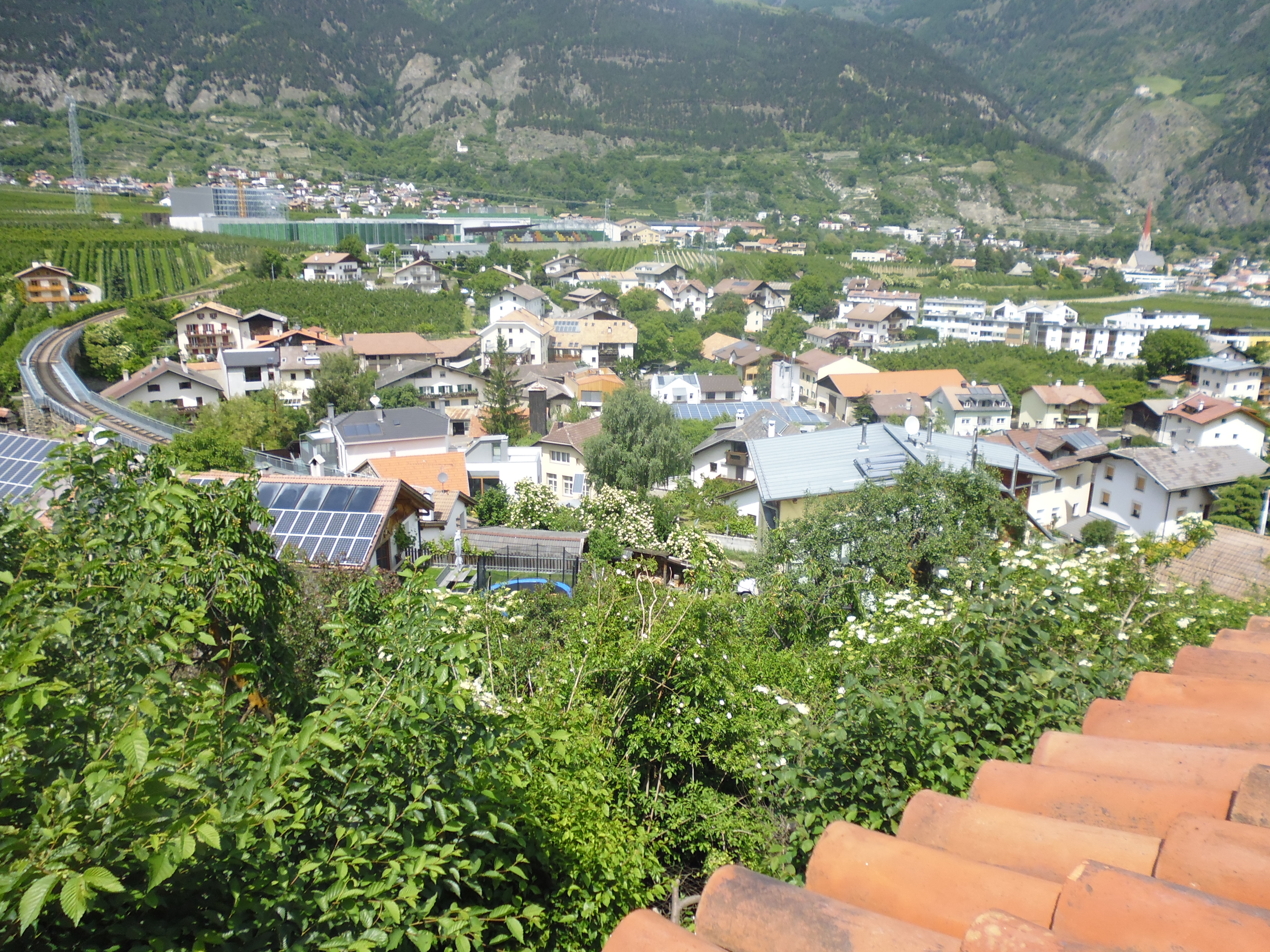
Göflan vom Kirchhof aus

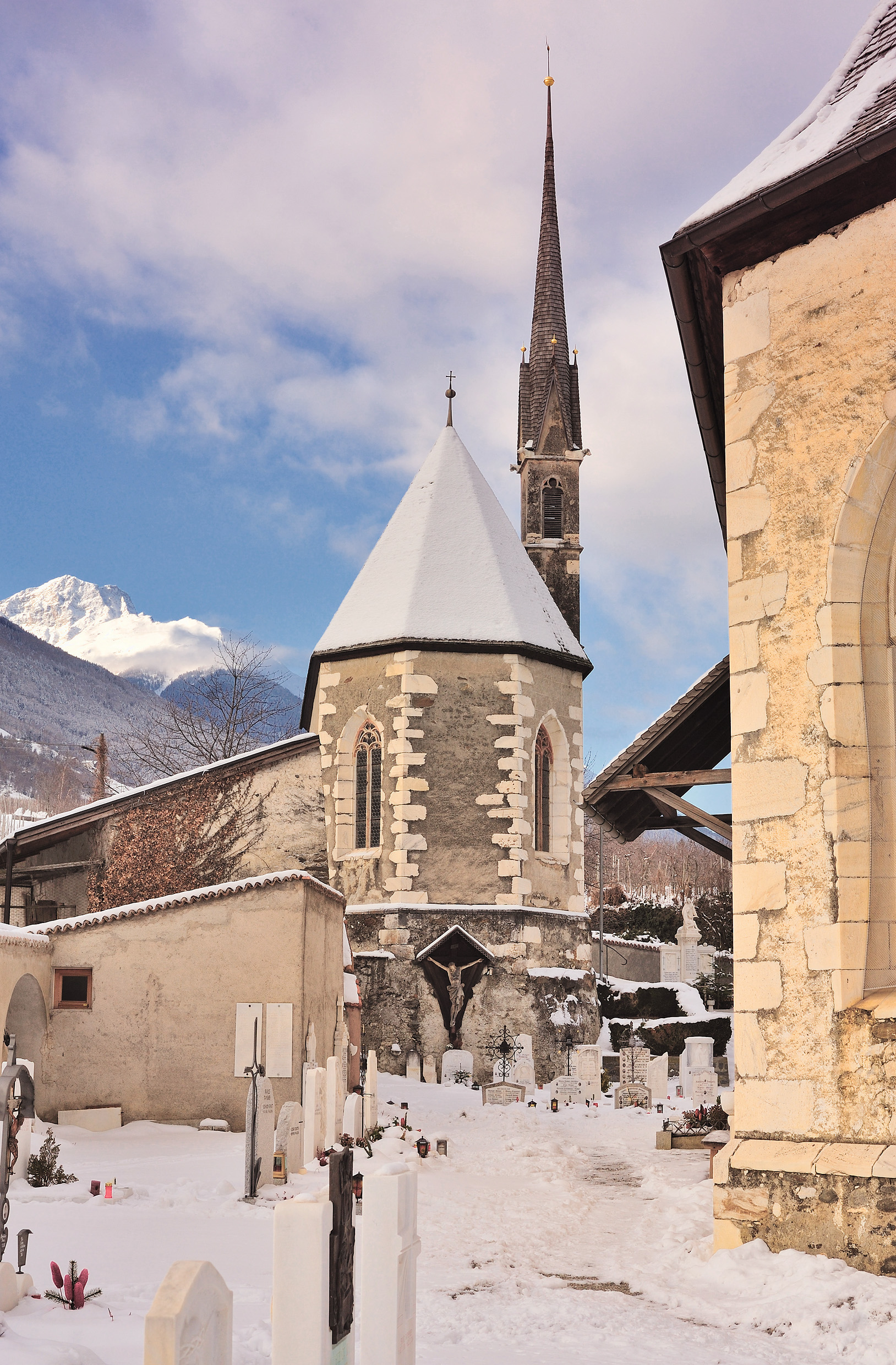
Friedhof und Walpurgiskirche

Göflan (Italienisch Covelano) ist eine Fraktion mit 595 Einwohnern (2005) der Gemeinde Schlanders im Vinschgau in Südtirol (Italien).

## Geographie
Göflan liegt im Talboden des Etschtals südlich des Hauptorts Schlanders. Das Dorf erstreckt sich beiderseits der Etsch. Unweit südlich des Dorfkerns erheben sich die Hänge des Nördersbergs, die bereits Teil des Stilfserjoch-Nationalparks sind.
Auf 2186 m Höhe am Nördersberg befindet sich auch der Göflaner Marmorbruch, der vom Haslhof über die Göflaner Alm auf Wanderwegen und mit dem Rad zu erreichen ist.
Durch die Ortschaft führen die Vinschgaubahn, die hier die Etsch mit einer Brücke überquert, und die Radroute 2 „Vinschgau–Bozen“.

## Geschichte
Der Ortsname wurde in einer lateinischen Urkunde von 1212 als Gevelanum erstmals verschriftlicht. Es liegt Gabinianum/Carvilianum o. ä. zugrunde (‚Landgut der Familie Gabinius/Carvilius‘).
Seit mindestens dem Frühmittelalter wird der Göflaner Marmor als Laaser Marmor in die ganze Welt verkauft. Der Abtransport des Marmors erfolgt über eine weltweit einzigartige Materialschrägbahn gemeinsam mit dem Laaser Marmor nach Laas, vorerst wird er aber mit Lastkraftwagen über einen Forstweg über Göflan ins Tal gebracht und dann in der Gemeinde Schlanders weiterverarbeitet. Früher arbeiteten hier ca. 100 Arbeiter, heute sind es noch sechs.
Sehenswert in Göflan sind die Martinskirche mit den Flügelaltären aus dem 15. Jahrhundert und die Walpurgiskirche (Totenkapelle) mit spätgotischen Elementen.
1928 wurde das bis dahin eigenständige Göflan der Gemeinde Schlanders zugeschlagen.

## Brauchtum
Brauchtum wird in Göflan hoch geschätzt, so gibt es eine Schützenkompanie und eine Freiwillige Feuerwehr. Auch wird der Namenstag des Kirchenpatrons, des Hl. Martins, am 11. November im ganzen Dorf gefeiert.

## Bildung
In Göflan gibt es einen Kindergarten und eine Grundschule für die deutsche Sprachgruppe.